# Acaena antarctica
Acaena antarctica là loài thực vật có hoa trong họ Hoa hồng. Loài này được Hook. f. mô tả khoa học đầu tiên.